# Algebarska teorija brojeva
Algebarska teorija brojeva je grana teorije brojeva koja koristi tehnike apstraktne algebre za studiranje celih brojeva, racionalnih brojeva, i njihovih generalizacija. Teoretska pitanja o brojevima izražena su u svojstvima algebarskih objekata kao što su algebarska polja brojeva i njihovih prstenova celih brojeva, konačnih polja i funkcijskih polja. Ova svojstva, poput toga da li prsten priznaje jedinstvenu faktorizaciju, ponašanje ideala i Galuovih grupa polja, mogu rešiti pitanja od primarnog značaja u teoriji brojeva, poput postojanja rešenja Diofantskih jednačina.

## Istorija algebrijske teorije brojeva

### Diofant
Počeci algebrijske teorije brojeve mogu se pratiti do Diofantovih jednačina, imenovanih po aleksandrijskim matematičaru iz 3. veka, Diofantu, koji ih je studirao i razvio metode za rešavanje jednog oblika tih jednačina. Tipičan Diofantski problem je da se našu dva cela broja x i y takvih da su njihova suma, i suma njihovih kvadrata, jednaki sa dva data broja A i B, respektivno:
{\displaystyle A=x+y\ }
{\displaystyle B=x^{2}+y^{2}.\ }
Diofantove jednačine su izučavane hiljadama godina. Na primer, rešenja kvadratne Diofantove jednačine x2 + y2 = z2 su data Pitagorinim trojkama, koje su originalno rešili Vavilonci (c. 1800 pne). Rešenja linearnih Diofantovih jednačina, kao što je 26x + 65y = 13, mogu se naći koristeći Euklidov algoritam (c. 5. vek pne).
Diofantov glavni rad je bila Arithmetica, od koje je samo jedna porcija sačuvana..

### Fermat
Poslednja Fermaova teorema je bila prvobitno postulirana od strane Pjera de Ferme 1637. godine, čuveno na marginama kopije Arithmetica gde je tvrdio da ima dokaz koji je prevelik da bi mogao stati na marginu. Uspešan dokaz nije objavljen do 1995. godine uprkos naporima bezbrojnih matematičara tokom 358 interventnih godina. Nerešeni problem podstakao je razvoj teorije algebričnih brojeva u 19. veku i dokaz teoreme modularnosti u 20. veku.

### Gaus
Jedno od osnivačkih dela teorije algebričnih brojeva, Disquisitiones Arithmeticae (latin: Arithmetical Investigations) je udžbenik teorije brojeva, koji je napisao na latinskom jeziku Karl Fridrih Gaus 1798. godine, kada je imao 21 godinu, a prvi put je objavljen 1801. godine, kada je imao 24 godine U ovoj knjizi Gaus objedinjuje rezultate u teoriji brojeva dobijene od matematičara kao što su Fermat, Ojler, Lagranž i Ležandr i dodaje važne nove rezultate. Pre objavljivanja Disquisitiones, teorija brojeva sastojala se od zbirke izolovanih teorema i pretpostavki. Gaus je delo svojih prethodnika zajedno sa svojim originalnim delom uveo u sistematski okvir, popunio praznine, ispravio neosnovane dokaze i proširio temu na brojne načine.

### Dirihle
U nekoliko radova 1838. i 1839. godine Peter Dirihle je dokazao prvu klasu brojevnih formula za kvadratne forme (što je kasnije usavršavao njegov učenik Leopold Kroneker). Formula, koju je Jakobi nazvao rezultatom koji „dodiče vrhunac ljudske oštroumnosti”, otvorila je put za slične rezultate u pogledu opštih brojnih polja. Na osnovu svog istraživanja strukture jediničnih grupa kvadratnih polja, on je dokazao Dirihleovu jediničnu teoremu, što je fundamentalni rezultat u algebarskoj teoriji brojeva.
Prvo je koristio Dirihleov princip, osnovni argument brojanja, u dokazu teoreme u Diofantovoj aproksimaciji, koji je kasnije nazvan po njemu. On je objavio važne doprinose poslednjoj teoriji Fermata, za koju je dokazao slučajeve n = 5 i  = 14, i zakon o bikvatralnom reciprocitetu. Problem Dirihleovog delioca, za koji je našao prve rezultate, još uvek je nerešen problem u teoriji brojeva uprkos kasnijim doprinosima drugih istraživača.

### Hilbert
David Hilbert je objedinio polje algebarske teorije brojeva svojim traktatom Zahlbericht iz 1897. godine (doslovno „izveštaj o brojevima”). Takođe je rešio značajan problem teorije brojeva koji je formulisao Voring 1770. Kao i kod teoreme o konačnosti, koristio je dokaz postojanja koji pokazuje da mora postojati rešenje za problem, umesto pružanja mehanizma za dobijanje odgovora. Potom je imao malo toga da objavi o ovoj temi; ali je pojava Hilbertovih modularnih formi u disertaciji studenta značila da je njegovo ime nadalje vezano za glavno područje.
On je izradio niz pretpostavki o klasi teorije polja. Ti koncepti su bili vrlo uticajni, a njegov lični doprinos je ovekovečen u imenima Hilbertove klase polja i Hilbertovom simbolu lokalne klase teorije polja. Rezultati su većim delom dokazani 1930. godine, nakon rada Tejdžija Takagija.

## Literatura
- Stein, William (2012). Algebraic Number Theory, A Computational Approach. Retrieved from https://wstein.org/books/ant/ant.pdf
- A Classical Introduction to Modern Number Theory. Graduate Texts in Mathematics. 84. 1990. ISBN 978-1-4419-3094-1. doi:10.1007/978-1-4757-2103-4.
- Stewart, Ian and Tall, David Algebraic number theory and Fermat's last theorem. CRC Press. 2015.
- Marcus, Daniel A (1977). Number fields. (Vol. 8). New York: Springer.
- Cassels, J. W. S.; Fröhlich, Albrecht, ур. (1967), Algebraic number theory, London: Academic Press, MR 0215665
- Fröhlich, Albrecht; Taylor, Martin J. (1993), Algebraic number theory, Cambridge Studies in Advanced Mathematics, 27, Cambridge University Press, ISBN 0-521-43834-9, MR 1215934
- Lang, Serge (1994), Algebraic number theory, Graduate Texts in Mathematics, 110 (2 изд.), New York: Springer-Verlag, ISBN 978-0-387-94225-4, MR 1282723

## Spoljašnje veze
- Hazewinkel Michiel, ур. (2001). „Algebraic number theory”. Encyclopaedia of Mathematics. Springer.  978-1556080104.